# Jullienula kaigarabashiensis
Jullienula kaigarabashiensis är en mossdjursart som beskrevs av Hayami 1975. Jullienula kaigarabashiensis ingår i släktet Jullienula och familjen Cribrilinidae. Inga underarter finns listade i Catalogue of Life.